# Chitwoodia falcata
Chitwoodia falcata är en rundmaskart som beskrevs av Gerlach 1956. Chitwoodia falcata ingår i släktet Chitwoodia och familjen Axonolaimidae. Arten är reproducerande i Sverige. Inga underarter finns listade i Catalogue of Life.